# 大倭村
大倭村（やまとむら）は、岡山県久米郡にあった村。
現在の津山市一色、神代、南方中に当たる。
大井町成立時、大字南方一色が一色と改称。

## 沿革
- 1889年6月1日 - 町村制施行に伴い、久米北条郡南方一色村、神代村、南方中村が合併し、大倭村となる。大字南方中に役場を置く。
- 1900年4月1日 - 久米北条郡が久米南条郡と合併し、久米郡となる。
- 1943年11月3日 - 久米郡大井東村と合併し、大東村となる。